# Дворников, Михаил Павлович
Михаил Павлович Дворников (26.11.1906-17.01.1990) — главный конструктор, главный инженер и директор завода «Кузтекстильмаш» (1941—1956), лауреат Сталинской премии (1952).

## Биография
Родился 26.11.1906 в г. Ростов Ярославской губернии.
Окончил Ростовский механический техникум (1928) и учебный комбинат Наркомтяжмаша (1934).
В 1928—1941 гг. конструктор, начальник конструкторского отдела Орловского машиностроительного завода.
В 1941—1956 — главный конструктор, главный инженер, с 1949 г. директор завода «Кузтекстильмаш» (г. Кузнецк Пензенской области).
В 1956—1966 гг. главный инженер завода «Пензтекстильмаш».
Лауреат Сталинской премии (1952) за создание разрыхлительно-трепального агрегата.
Умер в Пензе 17.01.1990.

## Сочинения
- Горизонтальный разрыхлитель с быстроходным конденсером [Текст] / М. П. Дворников ; Под ред. А. С. Великовского. — Москва ; Ленинград : изд-во и тип. Гизлегпрома, 1949 (Ленинград). — 24 с. : ил.; 20 см. — (Новое отечественное оборудование / М-во легкой пром-сти СССР. Техн. упр. Отд. техн. информации).